# Límni Tákka
Límni Tákka är en sjö i Grekland.   Den ligger i regionen Peloponnesos, i den södra delen av landet, 130 km sydväst om huvudstaden Aten. Límni Tákka ligger 657 meter över havet.